# Тастобе (Жамбильський район)
Тастобе́ (каз. Тастөбе) — село у складі Жамбильського району Жамбильської області Казахстану. Адміністративний центр Колькайнарського сільського округу.
Населення — 1515 осіб (2021; 1257 у 2009, 1385 у 1999, 1475 у 1989).